# ام‌جی‌کی منون
 ام جی کی منون (انگلیسی: M. G. K. Menon؛ زاده ۲۸ اوت ۱۹۲۸ - درگذشته ۲۲ نوامبر ۲۰۱۶) یک فیزیک‌دان اهل هند بود. ام جی کی منون در ۲۲ نوامبر ۲۰۱۶ در سن ۸۸ سالگی درگذشت.